# Віялохвістка гірська
Віялохвістка гірська (Rhipidura drownei) — вид горобцеподібних птахів родини віялохвісткових (Rhipiduridae).

## Поширення
Ендемік Соломонових островів. Поширений на островах Бугенвіль (Папуа Нова Гвінея) та Гуадалканал (Соломонові Острови). Мешкає у різноманітних лісах.

## Опис
Тіло від 11 до 16 см, половина з яких припадає на хвіст і важить в середньому 8 грам. Тіло кругле і нема видимої шиї, що робить птаха схожим на маленьку кулю.

## Спосіб життя
Його раціон складається з дрібних комах. Розмножуються з кінця червня по грудень. Самиця відкладає від двох до п'яти яєць.

## Підвиди
- Rhipidura drownei drownei Mayr, 1931 — Бугенвіль;
- Rhipidura drownei ocularis Mayr, 1931 — Гуадалканал.